# 草加神召キリスト教会
草加神召キリスト教会（そうかしんしょうキリストきょうかい）は、埼玉県草加市栄町にある福音主義プロテスタント教会。1991年に天野弘昌が開拓し、正当的聖書信仰に立つ。現在、主任牧師は同師である。通称リバーサイドチャペル（Riverside Chapel）と国内外で呼ぶ。福音派の日本福音同盟（JEA）に加盟している。

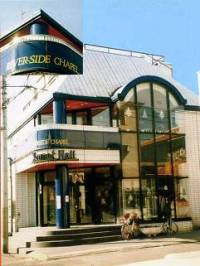
草加神召キリスト教会

## 沿革
- 1991年 東京都北区滝野川にある日本AG最初の教会神召基督教会が埼玉県草加市に草加神召キリスト伝道所を設立する。CBC（Central Bible College）を卒業し、神召教会に任命された、同 天野牧師が開拓伝道者として草加の開拓に招聘され派遣される。
- 1992年 日本アッセンブリーズ・オブ・ゴッド教団直属の伝道所になる。海外から宣教師候補者を招聘し派遣される。（YWAMから英国人、米国人）カナダのイースタンペンテコスタルバイブルカレッジよりバイブルスクール出身者が派遣される。英会話スクール開設～沢山の生徒達が開拓教会に出入りする。
- 1993年 教育講演会を市の公民館やホールで行う。（ミッションスクールの学長、校長等講師）導かれた方々が次々と入信し、教会の基盤ができる。
- 1994年 CS（教会学校）に沢山の子供達が集められる。また、外国人礼拝を開始（英語礼拝）する。カナダの宣教師が正式に任命される。
- 1996年 第Ⅱチャペルとして松原チャペル（会堂）を借用してスタートする。フィリピン人（タガログ語）の礼拝をスタートする。
- 1997年 兄弟教会から宣教師が派遣され、ブラジル人（ポルトガル語）礼拝、韓国人（韓国語礼拝）礼拝をスタートする。
- 1998年 主に国際的な礼拝の開始と共に、国際的教会が立て上がっていく。求めてきたリバイバル（小規模）を体験する。沢山の人々が日本全国から主を求めて集まって来た。それに伴い、沢山の受洗者、献身者が起こされる。その結果、同教会内に聖霊神学校（HSBS）が誕生する。
- 2001年 主から天野牧師が受けたビジョンに沿って、複数牧会（チームミニストリー）が成される。チャーチプランティング、開拓教会を国内、海外へ次々と増殖する。
- 2004年 RIS（Riverside International School）を教会内に併設する。小・中・高校までの一貫教育。主任牧師の妻、百合香師が校長を勤める。
- 2006年 教会の祈りの結果、シャローム、グロリア、エターナル、ジョイフル、ハレルヤ等の建物が見たビジョンの通り備えられる。
- 2007年 同師が南紀に宣教の折、主から明確なビジョンを見せられる。その後次々とその確信に至るしるしの数々が…。
- 2008年 教会員の学びとトレーニングスクール（HSTS）がスタート。将来の働き人を育成し、国内外に影響を与える者として派遣。
- 2010年 埼玉県から単独法人を取得する。浅草チャペル、岡山津高チャーチ、八潮チャペル等々、国内14箇所、海外25箇所拠点に拡大。草加から生み出された伝道者や宣教師を中心にチャーチプランティング型で開拓伝道している。それらの拠点が伝道所、自主独立教会へと推進し、拡大している。
- 2011年 開拓20周年記念行事、イスラエルツアー、AKOSホール晩餐祝賀会、リバーサイドカフェ、メモリアルストーンを実現。同年 天野牧師は、米国ワシントン大学からDoctor of Theology（神学博士）を収得した。
- 2012年 派遣された担当牧師 牧一穂が主任牧師 指導の下、岡山リバーサイドチャーチ 新会堂献堂、現在、2007年に与えられたビジョン、WRC実現へ本格的始動。
- 2013年 使徒訓練学校（HSTS）の修了生を中心に、セル拠点を推進。更なる宣教の推進と後継者育成の為に、聖書塾、牧会塾、伝道塾、説教塾が開かれる。
- 2014年 浅草チャペル10周年記念
- 2015年 キッズブラウン(子供英会話)開始、婚約 結婚ブーム!!
- 2016年 インターナショナル聖会(アコスホール)、NPO Joyful Family スタート
- 2017年 25周年記念礼拝、イベント多数。お茶の水チャペルTBCスタート!!
- 2018年 青山表参道 Garden Hills Churchスタート(48箇所目) 新しい生命、ベビーブームと共に家族礼拝がスタート。
- 2019年 一般社団法人学童(Joy Kids Academy) 開始。教会員成長セミナー（E-1 クラススタート 〜E-2クラス推進へ。）
- 2020年 コロナ禍の中、本部教会は7回の分散礼拝やオンラインサービスを開始。50箇所のブランチチャーチも分散礼拝やオンラインサービスをそれぞれスタート!!
- 2021年 コロナ禍2年目の中、引き続き分散礼拝やオンラインサービスを継続中。開拓30周年記念、新会堂、チャーチプランティング中。